# Lionel Wiener
Lionel Wiener (* 1878; † 1940) war ein belgischer Eisenbahningenieur, der vor dem Ersten Weltkrieg an zahlreichen Eisenbahnprojekten mitwirkte. Für die Nachwelt von hohem dokumentarischen Interesse ist das Standardwerk über Gelenklokomotiven (Articulated Locomotives Kalmbach Publishing Co., Waukesha 1970), das 1930 herausgegeben wurde. Daneben hat Lionel Wiener Operetten komponiert und eine umfangreiche Geschichte der Brüsseler Theater verfasst.